# Ludovico Sforza
Ludovico Maria Sforza (Vigevano, Lombardia, 1452. július 27. – Loches, Francia Királyság, 1508. május 27.), ragadványnevén Ludovico il Moro, a Sforza-házból való főnemes, I. Francesco Sforza milánói herceg fia, 1489-ben a Milánói Hercegség régense, 1494–1499 között Milánó uralkodó hercege, a művészetek nagy pártolója, Leonardo da Vinci és más képzőművészek bőkezű mecénása. Az első itáliai háború (1494–98) kezdetén VIII. Károly francia király szövetségese, majd ellene fordult. A második itáliai háború (1499–1504) során 1499-ben XII. Lajos király elűzte. 1500-ban svájci zsoldos haddal visszatért, de elárulták és eladták őt a franciáknak. Loches várbörtönében halt meg.
Ragadványnevének – „il Moro” („a Mór”) – eredetére több feltételezés létezik. Kaphatta mélyfekete haj- és szemszínéről, bőrének sötét tónusáról. Lehetséges, hogy második keresztneve korábban Mauro (Mór) lett volna. Benedetto Varchi (1502–1565) humanista történetíró Storia Fiorentina c. művében Ludovico saját magáncímerén látható sötét bőrű férfialakról („a mórról”) ír. Alessandro Visconti (1884–1955) milánói történész professzor Storia di Milano c. könyvében felveti, hogy Ludovico alatt terjedt el Lombardiában a fekete eper (morus nigra) termelése, ennek helyi elnevezése moròn volt.

## Élete

### Származása
Édesapja I. Francesco Sforza (1401–1466) zsoldosvezérből lett arisztokrata, 1434–1443 között Ancona ura, 1450–1466 között Milánó uralkodó hercege volt. Apai nagyapja a Sforza-ház alapítója, Giacomo Attendolo (1369–1424) zsoldosvezér (condottiero), felvett nevén Muzio Sforza.
Édesanyja Bianca Maria Visconti hercegnő (1425–1468) volt, Milánó utolsó Visconti-házi hercegének, Filippo Maria Viscontinak (1392–1447) és Agnese del Maino grófnőnek († 1465) egyetlen leánya, 1441-től Francesco Sforza harmadik felesége.
A házaspár 8 gyermekének sorában Ludovico ötödik testvérként, harmadik fiúgyermekként született: 
- Galeazzo Maria (1444–1476), 1466-tól haláláig Milánó uralkodó hercege,
- Ippolita Maria (1445–1488), aki 1465-ben a későbbi II. Alfonz nápolyi királyhoz, Aragóniai Beatrix magyar királyné bátyjához ment feleségül, de nem lett belőle királyné, mert a férje trónra lépte előtt meghalt, és ő volt Sforza Bona lengyel királyné nagyanyja, valamint Jagelló Izabella magyar királyné dédanyja,
- Filippo Maria (1449–1492), Korzika és Pavia grófja,
- Sforza Maria (1451–1479), Bari hercegnője,
- Ludovico Maria, „a Mór” (1452–1508), Bari és Milánó hercege,
- Elisabetta Maria (1453–1472); aki 1469-ben VIII. Vilmoshoz, Monferrato márkijához ment feleségül,
- Ascanio Maria bíboros (1455–1505), Pavia püspöke,
- Ottaviano Maria (1458–1477), Lugano grófja.

Anyai nagyapja, Filippo Maria Visconti herceg 1447-ben fiúörökös nélkül hunyt el. Veje, Francesco Sforza, a haderő parancsnoka ügyes politizálással 1450-re megszerezte Milánó hercegi trónját. A milánói nemesi famíliák elismerték szerzett hatalmát, de III. Frigyes német-római császár megtagadta hercegi beiktatását.

### Ifjúkora
Harmadik fiúgyermek volt, trónöröklésre kevés esélye volt. Anyja azonban gondoskodott kiváló gyakorlati neveléséről. Francesco Filelfo humanista tudós keze alatt Ludovico nemcsak klasszikus nyelveket, hanem képzőművészeti, irodalmi ismereteket is tanult, sőt kiképezték a kormányzás és hadvezetés mesterségére is. Jó kezű rajzoló volt, később Leonardo műhelyében is „besegített”, pasztellrajzolással.
Apja, Francesco Sforza 1466-ban elhunyt. A Santa Maria delle Grazie-templomban temették el, 30 évvel később Leonardo a sírhely közelében alkotta meg Az utolsó vacsora c. falfestményét. Ludovico legidősebb bátyja, Galeazzo Maria lett Milánó hercege. 1468-ban megnősült, gyermekei születtek, akiket neves uralkodó családokba (Savoyai, Habsburg, Este) házasított ki. Egy évtizeden át uralkodott, 1476-ban nemesi összeesküvők meggyilkolták. Trónját legidősebb fia, a hétesztendős Gian Galeazzo örökölte, Ludovico unokaöccse. Harc kezdődött a régensi hatalomért az özvegy hercegné, Savoyai Bona és a hatalmát gyorsan növelő Ludovico között.

### Milánó régense
1479-ben Ludovico megszerezte Bari hercegének címét. 1481-ra győzött a milánói hatalmi harcban is, megkapta a régensi megbízatást. Visszaverte az elmozdítását célzó próbálkozásokat, és 13 éven át kemény kezű régensként kormányozta Milánót 1494-ig, a 25 éves Gian Galeazzo herceg váratlan haláláig.
Józan gazdasági szemléletű uralkodó volt. Fejlesztette a mezőgazdaságot, a ló- és marhatenyésztést, sok pénzt invesztált a fegyvergyártáshoz elengedhetetlen fémfeldolgozó iparba. A selyemiparban 20 000 munkás dolgozott. A milánói hercegi udvar fényét képzőművészek és kézműves mesterek munkája emelte. A fejedelem Milánóba hívta Leonardo da Vinci festő- és szobrászművészt, Donato Bramante építőmestert és számos jó nevű művészt, költőt, zenészt. A város építményeit, védelmi és műszaki berendezéseit is nagy léptékben fejlesztette. Erősítette az erődítményeket, feljavíttatta a szennyvízcsatorna-hálózatot. Fényes ünnepségeket rendezett a város népének kedvére. Folytatta a milánói székesegyház építését, kiszélesítette a város főútjait. Milánó és Pavia egyetemei virágzó éveket élhettek meg, a herceg bőkezű juttatásai révén. A pénzosztást természetesen a magas adóztatásból fedezte, emiatt elégedetlenséggel és néhány lázadással is szembe kellett néznie, de ezeket le tudta szerelni. Közben támogatta családja bajba jutott tagjait is. Unokahúgának, Caterina Sforzának férjét, Girolamo Riariót 1488-ban összeesküvők meggyilkolták. Az özvegy úrnő Forlì várába zárkózva dacolt az ellenséges Orsi-nemzetség ostromló hadával. Ludovico csapatokat küldött, akik szétverték az ostromlókat és felmentették Forlìt.

### Házassága, gyermekei

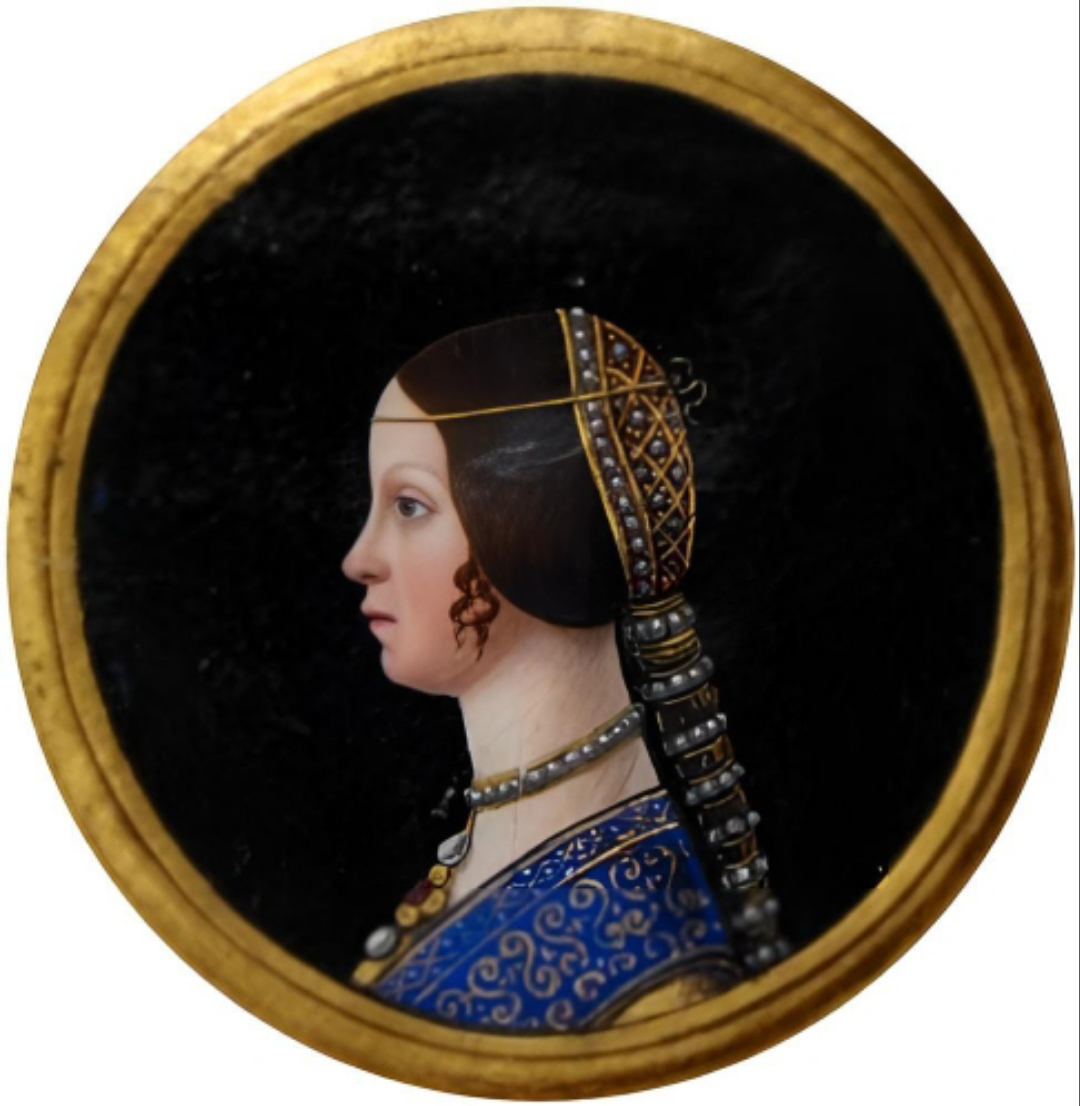
Beatrice d’Este arcképe (Giovanni Pietro Birago miniatúrája, 1494, British Library

1491. január 18-án kettős Sforza–Este esküvőt tartottak: Ludovico Sforza feleségül vette Estei Beatrix (Beatrice d’Este) hercegnőt (1475–1497), Estei Herkules (Ercole) modenai–ferrarai herceg (1431–1505) és Aragóniai Eleonóra (1450–1493) leányát, ugyanekkor Gian Galeazzo herceg legifjabb húga, Ludovico unokanővére, Anna Maria Sforza (1476–1497) feleségül ment Beatrice bátyjához, Estei Herkules legidősebb fiához, Alfonz herceghez (1476–1534).
Ludovico és Beatrice házasságából két fiúgyermek született:
- Massimiliano Sforza (1493–1530), 1512–1515 között Milánó uralkodó hercege, a franciák elűzték.
- (II.) Francesco Sforza (1495–1535), Milánó utolsó Sforza-házi hercege 1521–1524 között és 1530-tól haláláig.

Tragikus egybeesés, hogy a közös esküvőn férjhez menő mindkét menyasszony 6 év múlva, ugyanabban az évben, 1497-ben hunyt el. Ludovico herceg vigasztalhatatlanul gyászolta szeretett feleségét, Alfonz herceg 1502-ben újra nősült, Lucrezia Borgiát, VI. Sándor pápa leányát vette feleségül.

### Nagypolitikai játszmái
Ludovico unokaöccsének, Gian Galeazzo hercegnek, de jure Milánó uralkodójának felesége Aragóniai Izabella volt, Aragóniai Alfonz nápolyi trónörökös leánya. 1494 januárjában Alfonz lett Nápoly új királya. A 25 éves Gian Galeazzo visszakövetelte magának a nagybátyja által gyakorolt tényleges hercegi hatalmat, és apósának segítségét kérte Ludovico ellen. Alfonz király szövetségre lépett a Borgia-házi VI. Sándor pápával, ez veszélyt jelentett Milánóra nézve. Szövetségest keresve Ludovico VIII. Károly francia királyhoz fordult, aki Nápoly elleni hadjáratra készült.
Ludovico szabad átvonulást ígért VIII. Károly csapatainak, elősegítve a francia villámháború sikerét. Személyes felelősség terhelte az első itáliai háború (1494–98) kiterjedéséért. Közben Ludovico, aki tartott a francia király Milánó iránti igényétől is, biztosította magát a másik oldal felé is. Unokahúgát, Sforza Biankát 1494. március 16-án feleségül adta a megözvegyült Miksa német királyhoz, cserébe hercegségének elismerését és katonai támogatást kért a franciák ellenében.

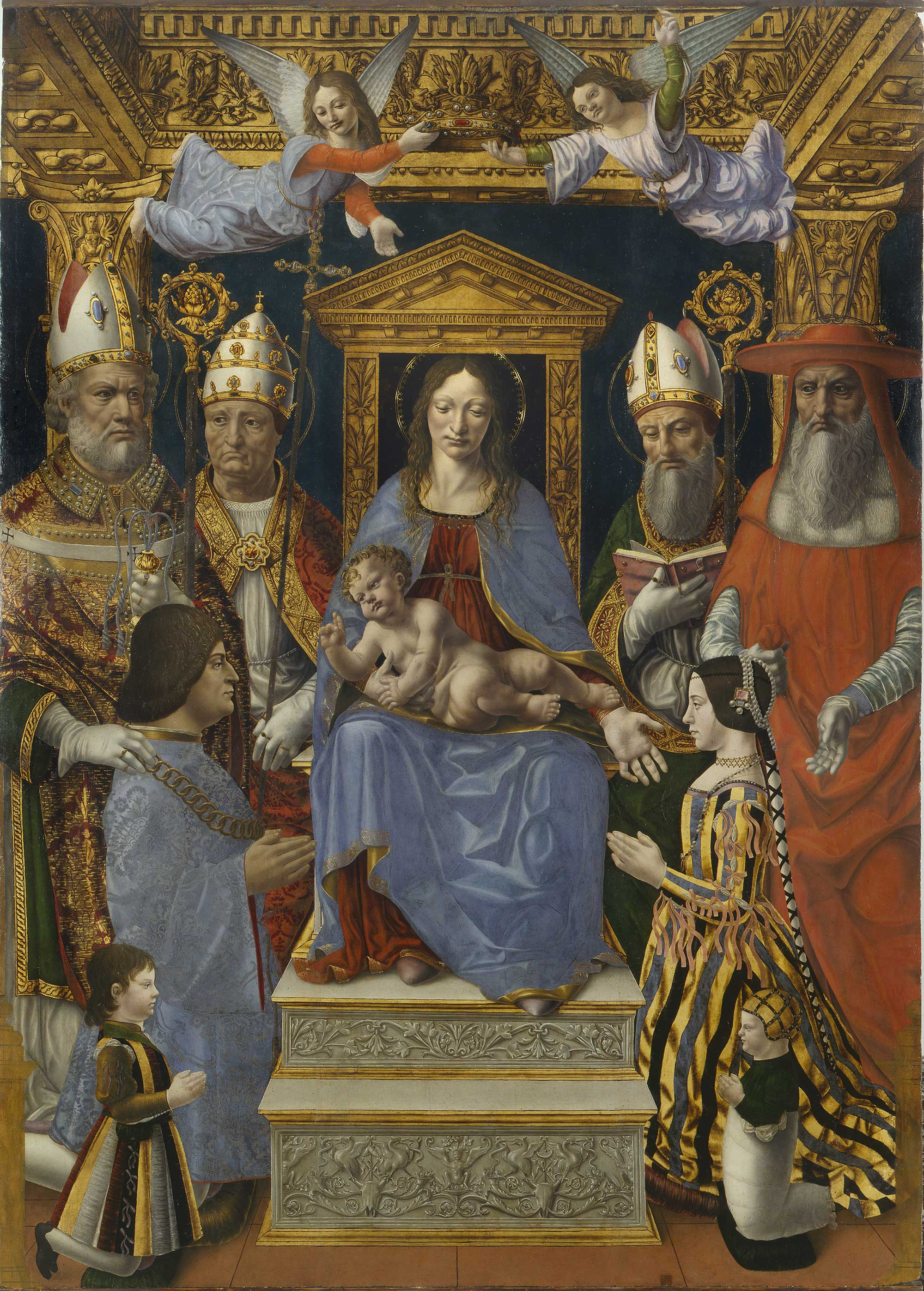
Ludovico és felesége, a gyermek Jézus és a Szent Szűz mellett. (A „Sforza-táblakép” a Pinacoteca di Brera képtárban)

### Milánó hercege
Gian Galeazzo herceg 25 éves korában, 1494. október 21-én elhunyt. A kortársak azonnal mérgezésre gyanakodtak, amelyben Ludovico kezét sejtették. A törvényes örökös Gian Galeazzo négyéves fia, Francesco Maria Sforza (1490–1511) volt, akit csak „Hercegecskének” (il Duchetto) neveztek. A tényleges hatalmat azonban Ludovico il Moro birtokolta, akit másnap, október 22-én Milánó nemesei uralkodó hercegnek ismerték el.
VIII. Károly seregeinek vonulását brutális kegyetlenkedések kísérték. Október 20-án bevették a romagnai Mordanót, majd lemészárolták a teljes lakosságot és a hadifoglyokat. Október 26-án erre a sorsra jutott a toszkánai Fivizzano is. A megfélemlítés hatására 1494. november 17-én Firenze harc nélkül megadta magát. Károly 1495 januárjában Rómában szövetséget kötött a pápával, és február 22-én elfoglalta Nápolyt. A megrettent VI. Sándor pápa 1495. március 31-én egy francia-ellenes Szent Ligát alakított, amelyhez nemcsak Velence, a Német-római Birodalom és az Aragóniai Királyság (Nápoly és Szicília hűbérura), hanem a Milánói Hercegség is csatlakozott. Ludovico a Liga oldalán harcolt a fornovói csatában (1495. július 6.), ehhez 80 tonnányi bronzból öntetett ágyúkat. (A bronz eredetileg saját tervezett lovas szobrához kellett volna, amelyen Leonardo da Vinci dolgozott). A véres csata stratégiai sikert hozott a Ligának, a franciák kivonultak Itáliából.

### Özvegység, elárultatás, bukás
1497. január 3-án szeretett felesége, Beatrix gyermekszülésben meghalt. Ludovico vigasztalhatatlan volt. A milánói Santa Maria delle Grazie-templomban temette el, és díszes síremléket rendelt mindkettőjük számára a hírneves Cristoforo Solari szobrásztól.
1498-ban Franciaországban új király, XII. Lajos lépett trónra, aki már hivatalos igényt jelentett be a Milánói Hercegségre. Lajos király apai nagyanyja az 1402-ben elhunyt Gian Galeazzo Visconti herceg leánya, Valentina Visconti (1368–1408) volt, aki I. Lajos orléans-i herceg felesége lett. (Milánóban a hercegi hatalmat 1450-ben Ludovico apja, Francesco Sforza zsoldosvezér szerezte meg, aki feleségül vette Bianca Maria Viscontit, az utolsó Visconti-házi herceg, Filippo Maria törvénytelen leányát). Lodovico Sforza 1495-ös pálfordulása nyomán az 1498-ban trónra lépő XII. Lajos bejelentette trónigényét Milánóra, apja és nagyanyja jogán. A Velencei Köztársaság az 1499-es blois-i szerződéssel csatlakozott XII. Lajoshoz, a Milánói Hercegség neki ígért területeinek fejében. 1499 augusztusában megindult a francia támadás, kitört a második itáliai háború (1499–1504). A francia csapatokat Ludovico földije, Gian Giacomo Trivulzio milánói zsoldosvezér, Franciaország marsallja vezényelte. Ludovico Sforzáról elhíresztelték, négy évvel korábban ő maga hívta be a francia csapatokat, emiatt Itáliában senkitől sem remélhetett segítséget. Októberre a franciák elfoglalták az egész Milánói Hercegséget, Ludovico herceg még időben Innsbruckba menekült Miksa császárhoz, fiaival együtt.
Itt aktív közvetítőként segítette azokat a tárgyalásokat, amelyek a császár és a nagyobb területi önállóságot óhajtó svájci szövetség között folytak, az 1499-es sváb háború (más néven „svájci háború”) lezárására. Ludovico érdekelt volt a gyors megegyezésben, mert csak a harcok teljes megszűnése után tudott új svájci zsoldos hadsereget toborozni. 1499. szeptember 22-én végül aláírták a bázeli békeszerződést, Ludovico folytathatta a hadseregszervezést.

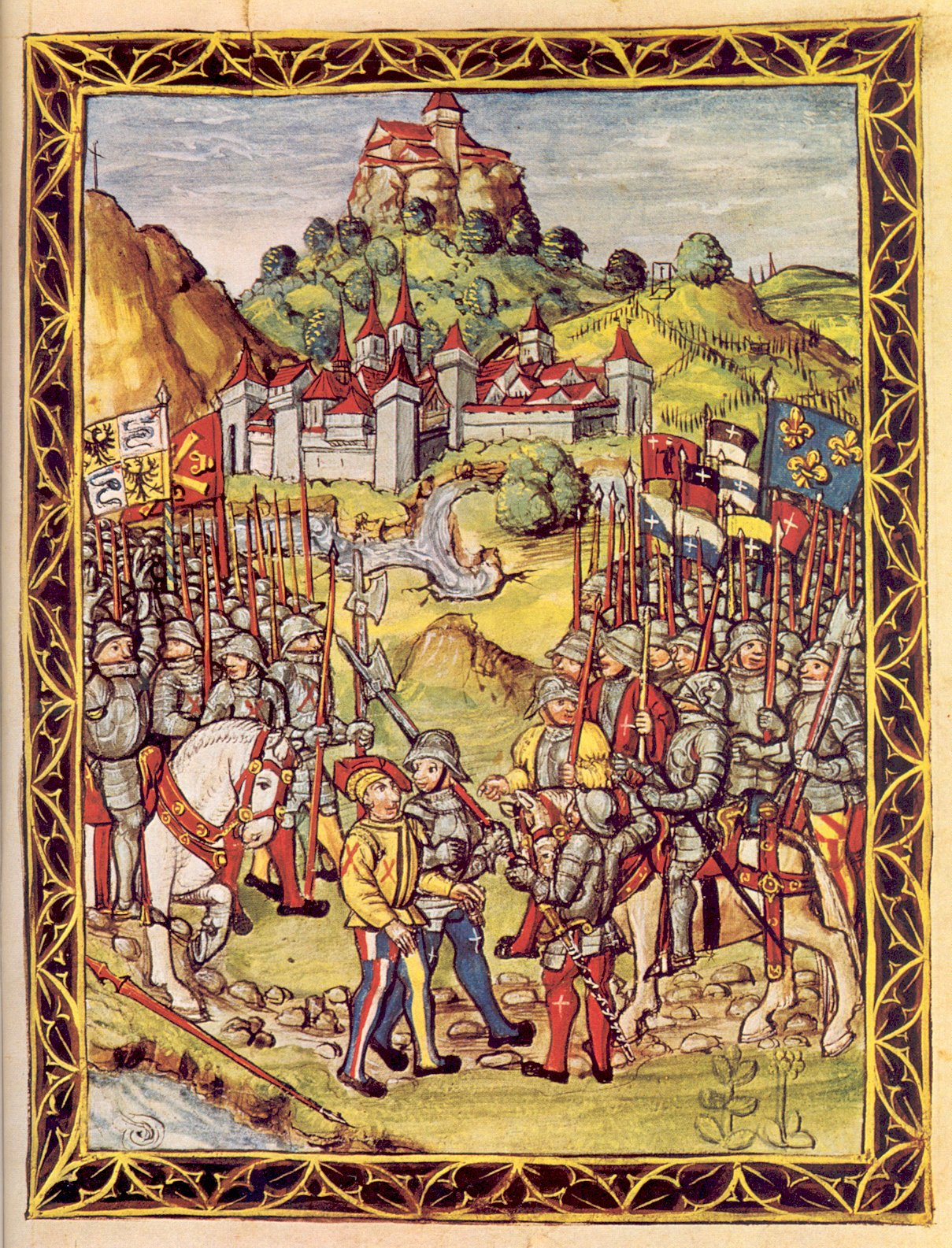
A novarai árulás. Ludovico elfogatása

1500 januárjában Milánó népe fellázadt Trivulzio kíméletlen zsarnoksága ellen. Ezt kihasználva Ludovico öccse, Ascanio Maria, Pavia püspöke február 2-án német és svájci zsoldosok élén bevonult Milánóba, Ludovico 5-én érkezett ugyanoda. Csak egyetlen napig maradt, indult tovább hadat szervezni. Novarába vonult, amelyet II. Louis de La Trémoille ostrom alá vett. Mindkét szemben álló sereg zömét svájci zsoldosok alkották, akik megegyeztek, hogy nem harcolnak egymás ellen, hanem elvonulnak. Ludovico Sforza fejére La Trémoille magas pénzösszeget tűzött ki. Április 10-én az elvonuló zsoldosok megkísérelték, hogy megbízójukat közkatonának öltöztetve, saját soraikban elrejtve magukkal viszik, de egyikük, bizonyos Hans Turmann, Uri kantonból, azonosította és kiszolgáltatta a franciáknak. (Turmannt később Svájcban halálra ítélték, mert pénzért elárulta megbízóját).

### Fogsága, halála
A foglyot XII. Lajos Franciaországba vitette. A herceg rangjához illő körülmények között, de erős fegyveres őrizet alatt utazott. Azt a legendát, hogy Sforzát a király vasketrecben szállíttatta és tartotta volna, csupán a velencei követ találta ki. A herceget előbb a lyoni Pierre Scize erődben, majd Berry tartományban, a Lys-Saint-Georges-i várban tartották fogva négy éven át, tisztes körülmények között, a király megengedte, hogy levelezzen családtagjaival és barátaival. A mocsaras környezettől Sforza gyakran megbetegedett, 1501-ben a közelben vadászó király saját orvosát, Salomon magisztert küldte hozzá. Miksa császár többször követelte Lajostól Sforza szabadon bocsátását, de a király hajthatatlan maradt; úgy vélte, a herceg újabb felkelést szítana Milánóban. 1504-ben Lajos csak annyi engedményt tett, hogy Sforzát a jobb levegőjű, Loire menti Loches várkastélyba költöztessék át. Az öregtoronyban tisztes körülmények között élt, vendégeket fogadhatott, egy kolostor szerzetesei gondoskodtak ruházatáról, olvasnivalójáról. 1508 elején titkára segítségével Sforza megszökött a várból, de a Német-római Birodalom határa felé utat keresve eltévedt, üldözői másnap elfogták. Őrizetét ezután megszigorították. Kortársak beszámolói szerint egy föld alatti cellában élte utolsó hónapjait. Elszigetelték a külvilágtól, könyveit elvették, levelezését letiltották. 1508. május 17-én halt meg, a hivatalos nyilatkozat szerint „kiszabadulásának percében, a napsütéstől elvakulva,” ami arra utal, hogy megölték vagy halálos betegen kitették.
Ludovico fiai még időben Ausztriába menekültek Miksa császárhoz, őket XII. Lajos nem tudta elfogni, de Francesco Sforzát, a „hercegecskét”, Gian Galeazzo herceg 9 éves fiát szintén Franciaországba vitette, és ott neveltette. A fiú 1512-ben lovasbaleset következtében halt meg.

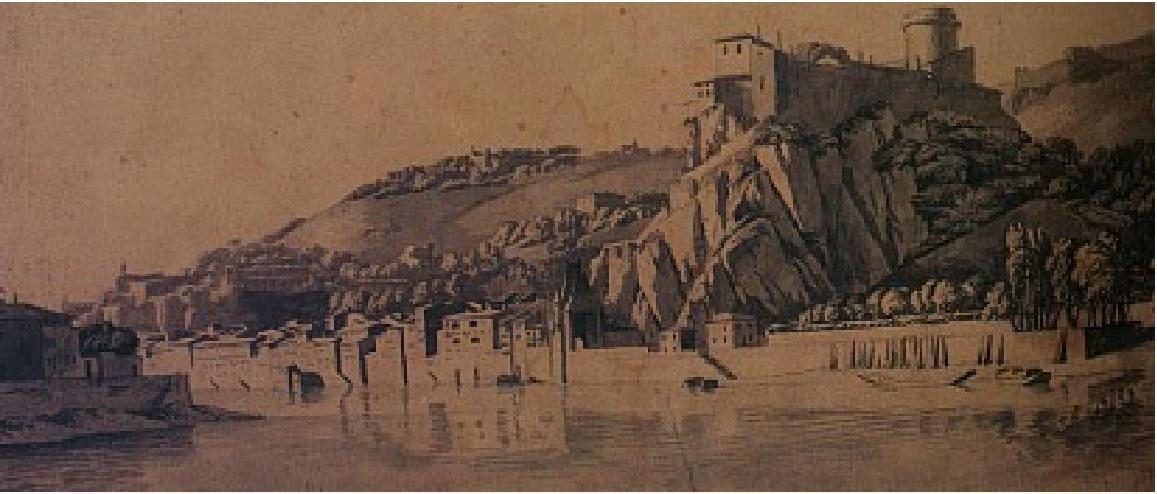
A volt Pierre Scize erőd, Lyon
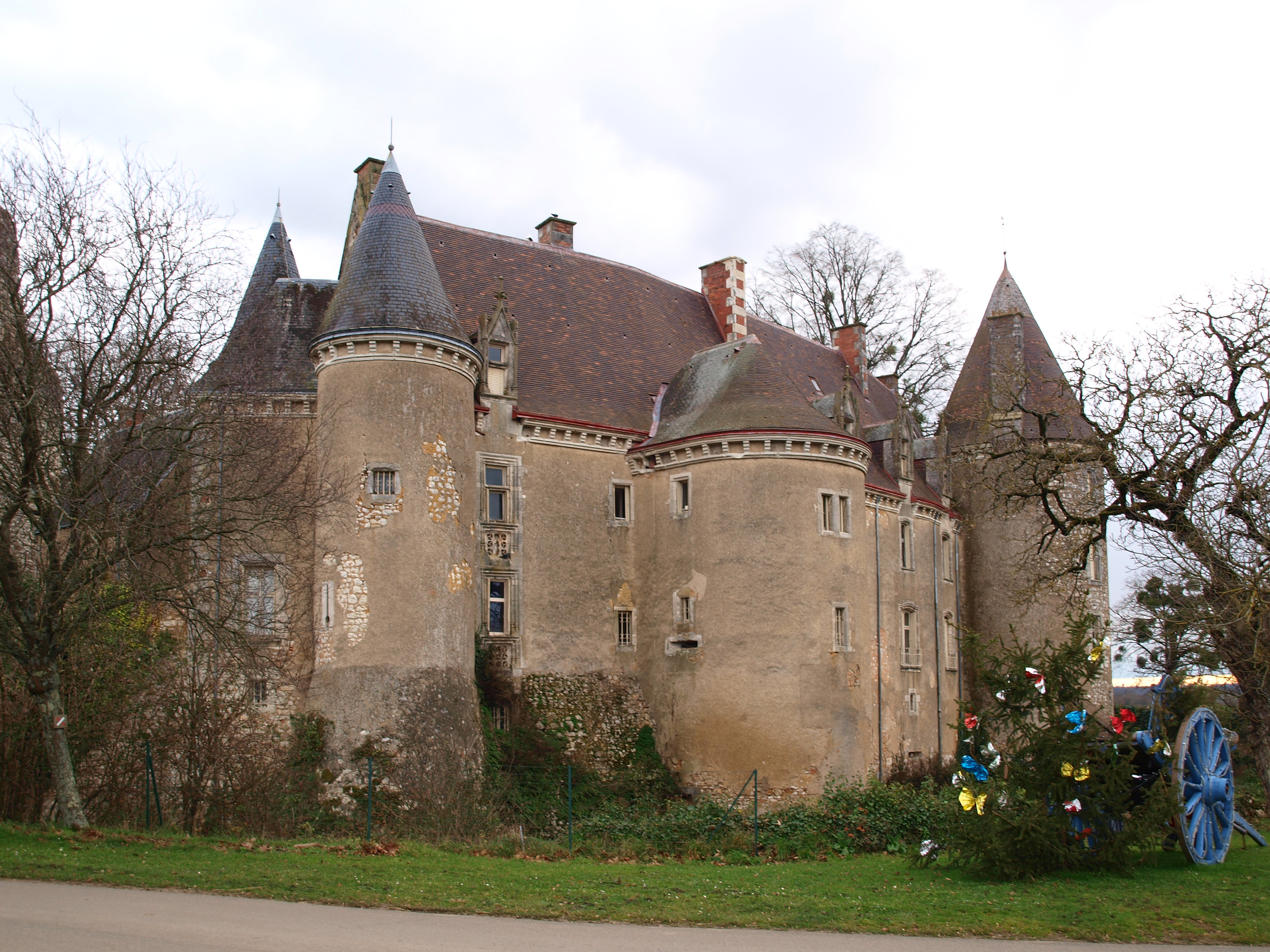
Lys-Saint-Georges várkastélya
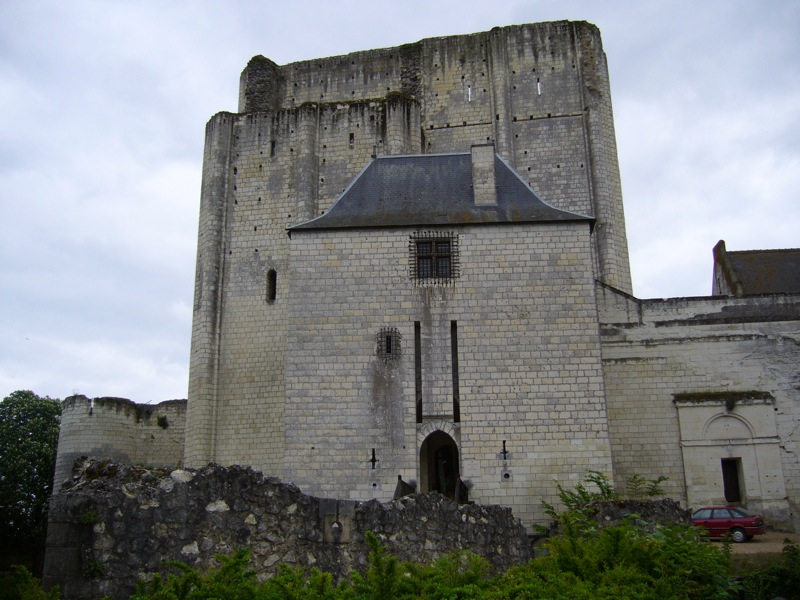
Loches várának öregtornya
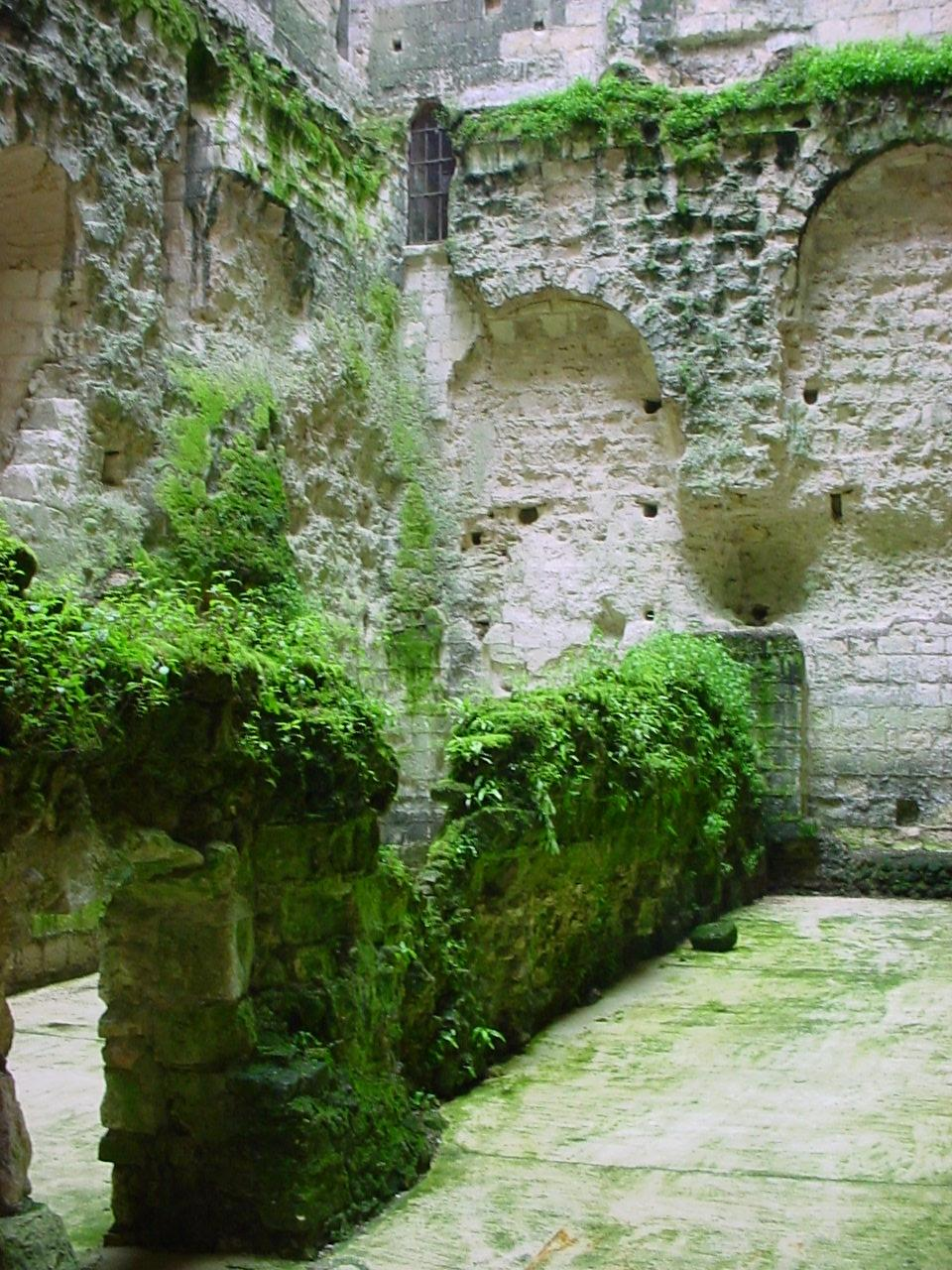
A loches-i öregtorony belseje

## Sírhelye, síremléke

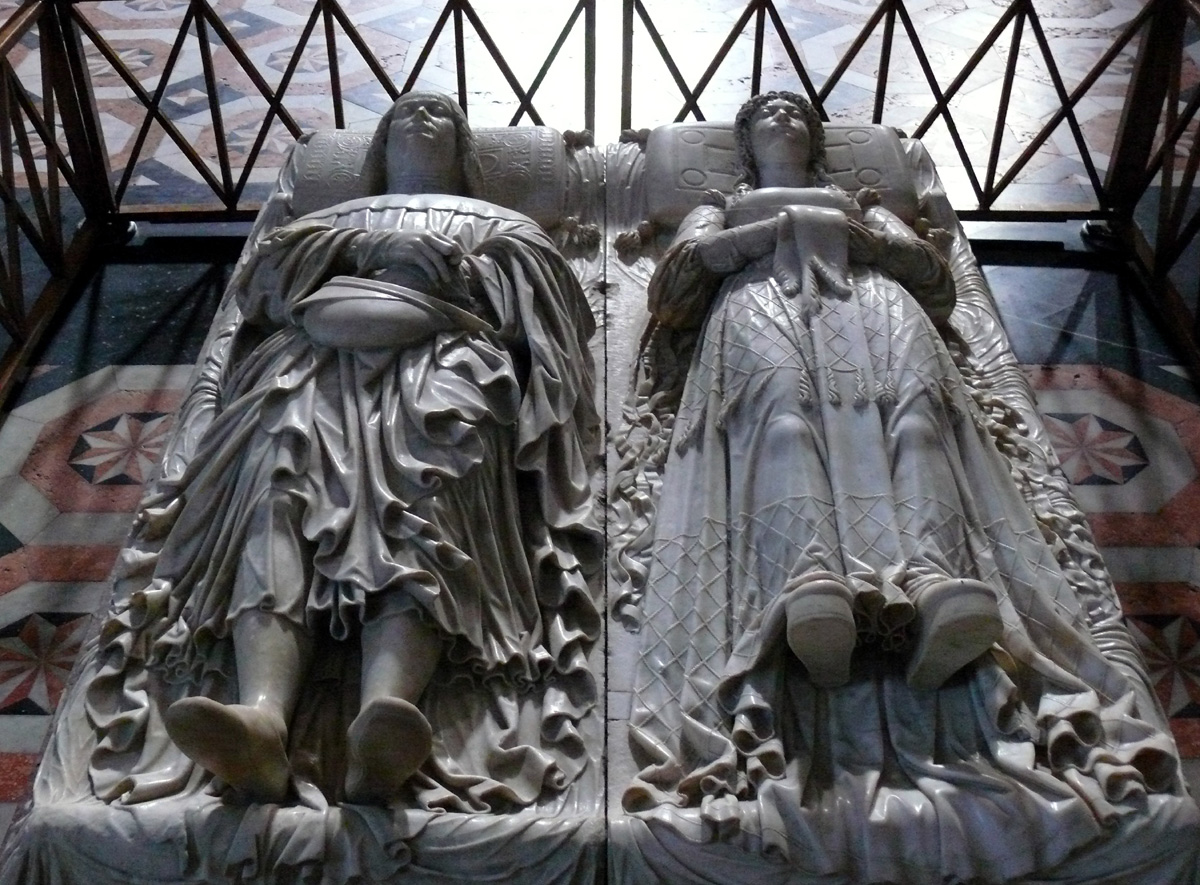
Ludovico Sforza és Beatrice d’Este kenotáfiuma a Certosa di Pavia-i kolostorban

Síremlékének sorsa Ludovico hányatott életéhez hasonlóan kalandos. A herceg korán elhunyt feleségét, Estei Beatrixot 1497-ben a Sforza-család mauzóleumának szánt milánói Santa Maria delle Grazie-templomban kereszthajójában temették el. Ludovico megbízta Cristoforo Solari szobrászt egy közös márvány síremlék elkészítésével. Ludovico bukásakor, 1499-ben a félig megépült mauzóleumot félbehagyták, később le is bontották. A sír fedőlapja, a herceg és hercegné sírszobrával, épségben maradt. Pusztulását megelőzendő, 1564-ben a karthauzi rend megvásárolta és elvitette a rend Pavia melletti kolostorába (La Certosa di Pavia). A Milánói Hercegség végleges bukása után megszűnt annak esélye, hogy a franciaországi fogságában elhunyt Ludovico herceg földi maradványait hazahozzák Milánóba, felesége mellé. A fehér márvány síremlék a paviai kolostorban maradt, a 19. század végén vörös márvány alapzatra helyezték, a kenotáfium (jelképes sír) ma is itt látható. A sírszobrokon ábrázolt személyek egyike sem nyugszik alatta. Napjainkban (2022-ben) Beatrice d’Este a milánói Santa Maria delle Grazie-templomban nyugszik. Ludovico „il Moro” sírhelyéről nincs biztos tudomásunk. Halálos ágyán a dél-franciaországi Tarasconban, a Domonkos-rendiek Szent Márta-templomában (Église Sainte-Marthe) kívánt temetkezni, de semmi sem utal arra, hogy ez megtörtént. Földi maradványainak hazaszállítását a milánóiak elutasították. Ludovico herceget valószínűleg a loches-i Saint-Ours plébániatemplomban temették el.
2019-ben a loches-i Saint-Ours templom kriptájában ásatások kezdődtek. Több középkori emberi maradványt találtak, egyikükben Ludovicót valószínűsítik. A tudományos azonosító vizsgálatok folyamatban vannak.

## Utódainak későbbi sorsa
Ludovico idősebbik fiát, Ercole Massimilianót a cambrai-i liga háborúi során az átmenetileg felülkerekedő Szent Liga 1513-ban Milánó trónjára ültette, de 1515-ben a marignanói csatában győztes I. Ferenc francia király elűzte.
Kisebbik fia, II. Francesco Habsburg Károly spanyol király oldalán harcolt a „négyéves háborúban” (1521–26). 1521-ben Károly elűzte a franciákat Milánóból, és Francescót ültette Milánó trónjára. Ő volt Milánó utolsó Sforza-házi hercege, hatalmát a spanyol csapatok jelenléte korlátozta. 1526-ban a cognaci liga háborújában megint a pápai–francia oldalon harcolt, 1534-ben feleségül vette Krisztina dán királyi hercegnőt, az elűzött II. Keresztély király leányát. 1535-ben bekövetkezett halála újabb francia–spanyol háború (1535–38) kirobbanásához vezetett.
Francesco halálakor féltestvére, Giovanni Paolo zsoldosvezér, Caravaggio márkija igényt formált a Milánói Hercegségre, de még ugyanabban az évben, 1535 decemberében Firenzében meghalt, tisztázatlan körülmények között.